# 劉文元
劉文元（英語：Peter Liu Wen Yuan），貴州人，羅馬天主教中华殉道圣人之一。生於清乾隆二十五年(1760年)，於清道光十四年(1834年)因信仰羅馬天主教而被判處絞刑而死。1900年5月27日，被天主教教宗利奧十三世敬奉為真福。 2000年10月1日，被天主教教宗若望保祿二世，與百餘位中華殉道真福冊封為聖人。羅馬天主教記念日為每年5月17日。

## 早年與接受天主教信仰
聖.劉文元(St. Wen Yuan Liu)，貴州人，生於清乾隆二十五年(1760年)。 清嘉慶二年(1798年)，有一個來自婺川的布商(他是天主教徒)，於劉文元家借宿時，向他講論天主教教義，他因而接受天主教信仰，領洗入教，聖名為 伯多祿。

## 流放邊疆
清嘉慶五年(1800年)，劉文元因信奉天主教與另五個教徒被流放到黑龍江。一次就是三十年，於此期間他沒有怨言，並私下帶領很多人接受天主教信仰。後劉文元被釋放回到貴州，以務農為生。因他平時待人親切，故鄉里給他取了“愛人如己”的雅號。

## 逝世
清道光十四年(1834年) 劉文元因信仰天主教而被判處絞刑。相傳，在執行時，突然有一火球降到他的頭頂，再緩慢上升，突然火球變成一位身著白衣的少年，少年以袖口擦拭劉文元額頭的血痕說: 可敬的長者，你生平最愛清潔，我來幫你拭乾這些血跡。他的親朋好友都說這是天主的天使把劉文元接去天堂了。

## 被天主教會封為聖人
1900年5月27日，羅馬教宗良十三世把劉文元敬奉為真福。
2000年10月1日，羅馬教宗若望保祿二世將，劉文元與百余位中華殉道真福冊封為聖人。羅馬天主教會於每年5月17日，記念 聖.劉文元(中華殉道聖人)